# Let Lufthansa 181
Let Lufthansa 181 byl Boeing 737 společnosti Lufthansa, který byl na pravidelné lince z Palma de Mallorca do Frankfurtu nad Mohanem 13. října 1977 unesen čtyřmi členy Lidové fronty pro osvobození Palestiny. Teroristé požadovali propuštění vězňů, včetně uvězněných vůdců Frakce Rudé armády v Německu. Po mezipřistáních v Římě, na Kypru, v Bahrajnu, v Dubaji a v Adenu přistál letoun v somálském Mogadišu. 18. října bylo letadlo za podpory somálské armády obsazeno západoněmeckou protiteroristickou jednotkou GSG9, všech 86 pasažérů bylo zachráněno.
Kapitán Jürgen Schumann v Adenu při kontrole stroje uprchl a kontaktoval jemenské úřady. Po návratu na palubu byl zastřelen.